# Susannes erstes Abenteuer
Susannes erstes Abenteuer (Originaltitel: Naughty But Nice) ist eine US-amerikanische romantische Filmkomödie aus dem Jahr 1927 von Millard Webb mit Colleen Moore in der Hauptrolle. Der Stummfilm wurde von First National in den Verleih gebracht und basiert auf der Kurzgeschichte The Bigamists von Lewis Allen Browne.

## Handlung
Als auf der Ranch ihres Onkels Seth in Texas Öl entdeckt wird, wird die eher unscheinbare Berenice Summers in ein Mädcheninternat geschickt. Sie leidet unter den hochnäsigen Klassenkameraden, aber der Tropfen, der das Fass zum Überlaufen bringt, ist die öffentliche Demütigung durch den Besserwisser Paul Carroll.
Mit der Zeit entwickelt sich Berenice von einem unbeachteten Mauerblümchen zu einer atemberaubenden Schönheit. Allerdings ist sie auch zu einer notorischen Lügnerin geworden. Eines Abends gehen sie und ihre Freundin Alice vor einem Theaterbesuch in ein Hotel, um Paul zu treffen, der sich mittlerweile für Berenice interessiert. In der Hotellobby treffen sie jedoch auf den Schuldirektor. Berenice lügt über den Grund ihres Besuchs, und von da an folgt eine Lüge auf die andere, bis Berenice im Hotelzimmer von Ralph Ames vom Geheimdienst landet, der sich gerade umzieht. Berenice gibt Ralph als ihren Ehemann aus. Ralph spielt mit, bis das Lügengebäude um sie herum zusammenbricht. Sie verliebt sich schließlich in Paul und die beiden heiraten.

## Hintergrund
Henry Freulich arbeitete bei dieser Produktion als Standfotograf.
Einem Artikel des Magazins Picture Play zufolge hinterließ die 14-jährige Loretta Young einen solch guten Eindruck, dass sie sofort von First National unter Vertrag genommen wurde.

## Veröffentlichung
Die Premiere des Films fand am 26. Juni 1927 statt. 1928 kam er im Deutschen Reich in die Kinos. In Österreich wurde er unter den Titeln Das Unrecht der ersten Nacht und Nur keine Hochzeitsnacht gezeigt.